# Битка при Платея
Битката при Платея е едно от най-големите сухопътни сражения по време на Гръко-персийските войни, състояло се през 479 г. пр.н.е. на склоновете на планината Китерон, близо до град Платея в Беотия.

## Ход на битката
Противници са обединените сили на Елинския съюз (Спарта, Атина, Коринт и Мегара) и Персийската империя на Ксеркс I. Войската на персите е водена от Мардоний, а тази на гърците – от спартанеца Павзаний.
В битката персийската войска претърпява съкрушително поражение – обединените гръцки сили унищожават на практика цялата войска на противника.
Битката при Платея довежда до пълния разгром на нахлулата в Елада войска на Ахеменидската империя под ръководството на Ксеркс I.